# 일차생산량

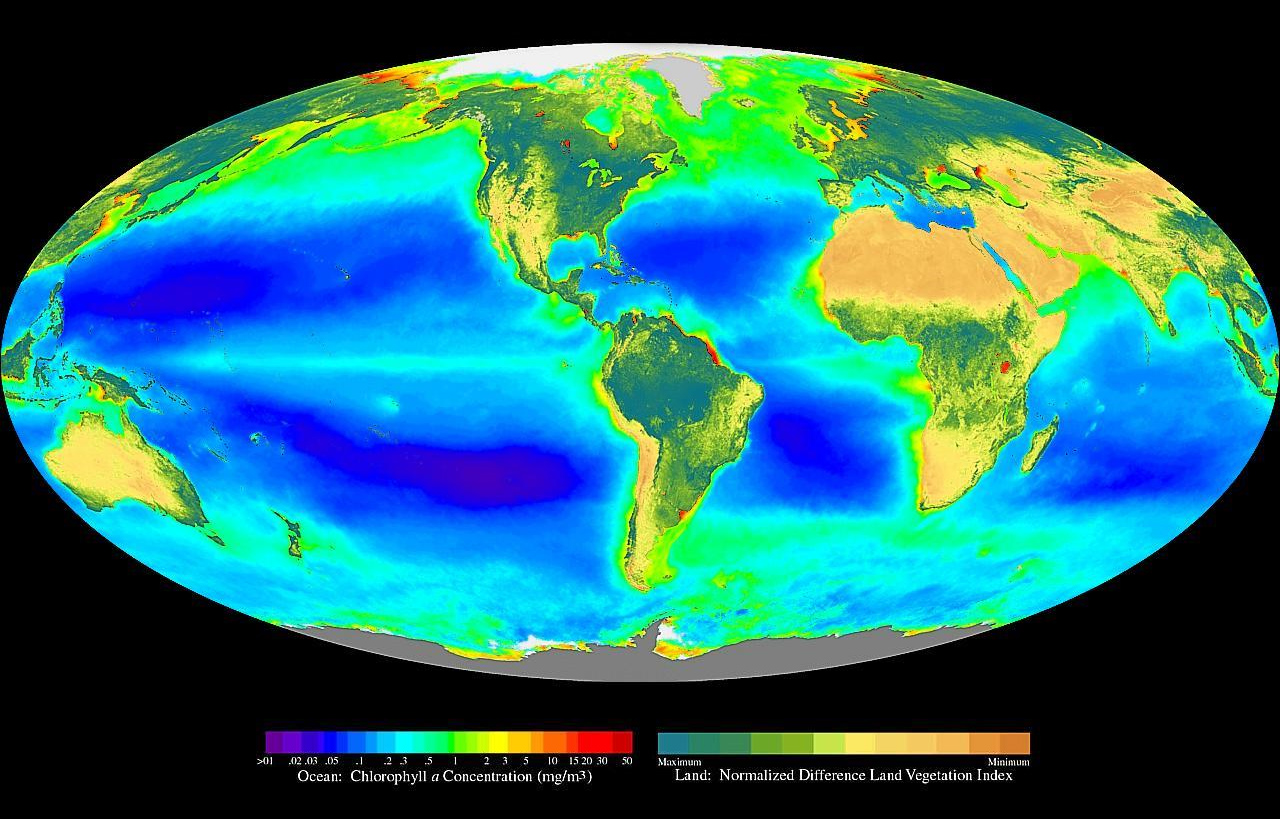
1997년 9월부터 2000년 8월까지의 지구상에 있는 광독립영양체의 존재비.

일차생산량은 어떤 생태계에서 독립영양생물이 일정 시간동안 무기물로부터 생산한 유기물의 양이다. 주로 광합성이 이에 기여하지만, 화학합성이 중요한 부분을 차지하는 생태계도 존재한다. 빛이 들지 않는 심해 저생대 등의 생태계에서는 화학합성이 유일한 독립영양 방식이다.

## 총 1차 생산
총 1차 생산(Gross Primary Production, GPP)은 독립영양 생물인 1차 생산자가 동화시킨 유기물의 총량이다. 육상 생태계나 해양의 투광대에서는 총 광합성량과 거의 같은 값일 것이다.

## 순 1차 생산
순 1차 생산(Net Primary Production, NPP)은 총 1차 생산에서 독립영양생물의 호흡량을 뺀 값이다. 이는 실제로 생산자의 생체량으로 축적된 양을 나타낸다.

## 같이 보기
- 이차생산량